# 1826 w polityce

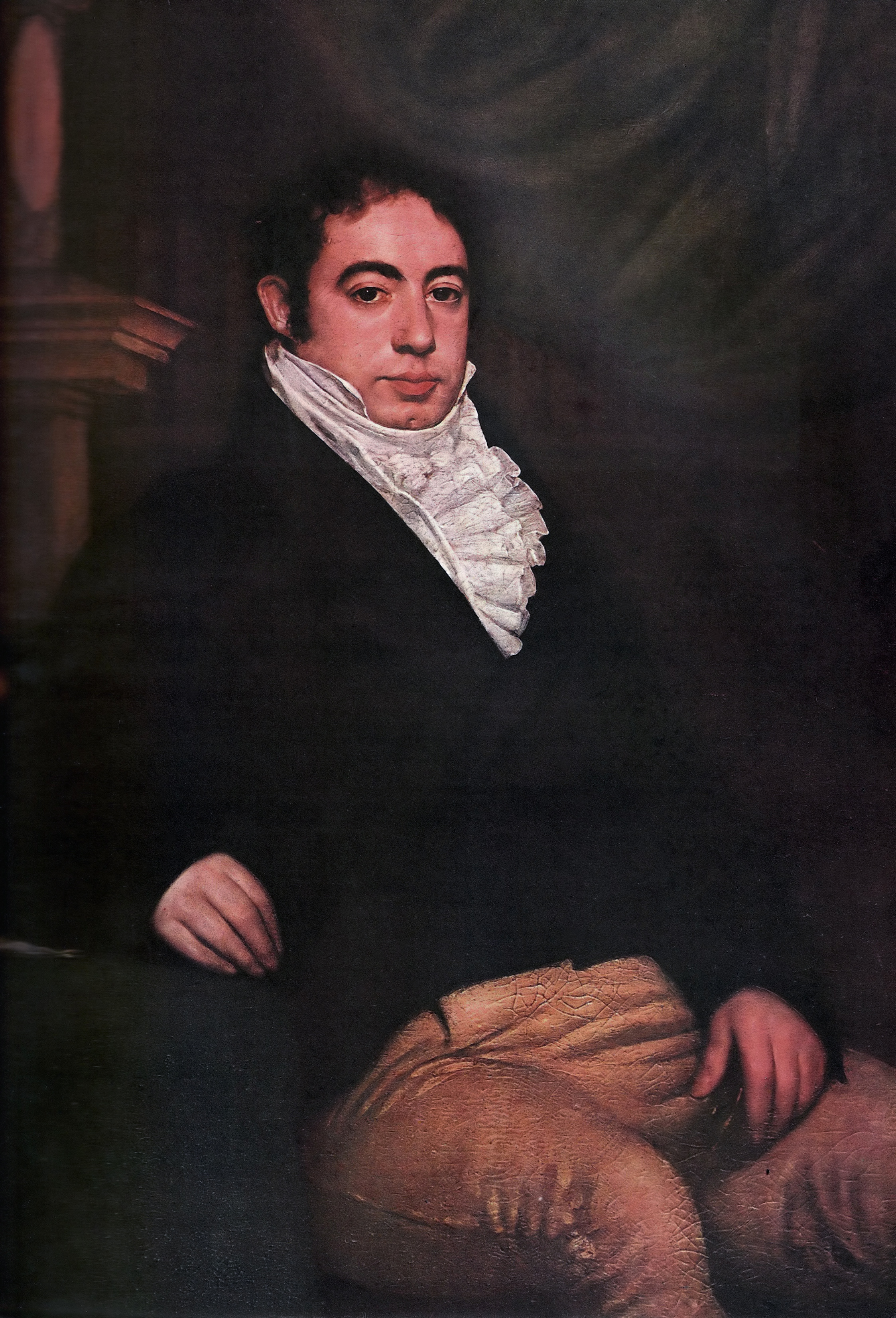
Bernardino Rivadavia

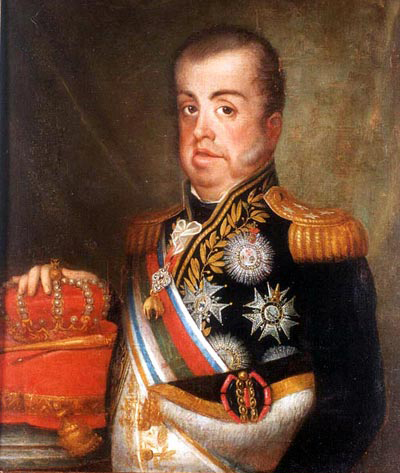
Jan VI, król Portugalii

Wydarzenia polityczne w 1826 roku.

## Wydarzenia
- 3 stycznia - proces dekolonizacyjny Ameryki Południowej: kapitulacja twierdzy w Callao, ostatniego punktu oporu Hiszpanów w Peru[1].
- 16 lipca - wybuch wojny rosyjsko-perskiej: wojska perskie dowodzone przez sardara erywańskiego Husejn-chana przekroczyły granicę Rosji i zaatakowały Mirak[2].
- Bernardino Rivadavia został pierwszym prezydentem Argentyny[3].

## Urodzili się
- 16 stycznia Romuald Traugutt, polski generał, dyktator powstania styczniowego[4].
- 26 marca Elżbieta Sachsen-Altenburg, wielka księżna Oldenburga[5].
- 29 marca Wilhelm Liebknecht, polityk niemiecki[6].
- 2 kwietnia Jerzy II, książę Saksonii-Meiningen[7].
- 21 lipca Edward Stanley, 15. hrabia Derby, polityk angielski[8].
- 9 września Fryderyk I, książę Badenii[9].
- 6 grudnia Jan Józef Tarnowski, polski arystokrata, poseł do Sejmu Krajowego Galicji[10].

## Zmarli
- 20 stycznia Stanisław Staszic, polski działacz oświeceniowy, pisarz polityczny i przyrodnik[11].
- 10 marca Jan VI, król Portugalii[12].
- 23 marca Feliks Radwański, architekt i senat Rzeczypospolitej Krakowskiej[13].
- 8 kwietnia Maria Kunegunda Wettyn, córka króla Polski Augusta III Sasa[14].
- 4 lipca John Adams, prezydent Stanów Zjednoczonych[15].
- 4 lipca Thomas Jefferson, prezydent Stanów Zjednoczonych[16].
- 30 lipca Józef Zajączek, polski generał[17].